# 潘広路駅
座標: 北緯31度21分55秒 東経121度21分5秒 / 北緯31.36528度 東経121.35139度
潘広路駅（はんこうろ-えき）は中華人民共和国上海市宝山区に位置する上海地下鉄7号線の駅である。

## 駅構造
- 島式ホーム1面2線を有す地下駅。

## 駅周辺
- 白堰河

## 歴史
- 2011年6月30日 - 開業。

## 隣の駅
上海軌道交通
■7号線
羅南新村駅 - 潘広路駅 - 劉行駅